# とびうお座アルファ星
とびうお座α星（とびうおざアルファせい、α Volantis、α Vol）は、とびうお座の連星である。見かけの等級は4.00で、肉眼でみることができる。年周視差に基づく太陽からの距離は、約123光年である。

## 特徴
とびうお座α星は、ヒッパルコス星表とティコ星表における固有運動の違いから、連星ではないかとされた。その後、SOAR望遠鏡でのスペックル・イメージングによって、東西方向に20-30ミリ秒程の離角で、ほぼ同じ明るさの2つの成分であることが観測されている。
とびうお座α星は、Am型星で、かつては準巨星とされることが多かったが、現在はhA5mA5 VやkA3hA5mA5 Vといったスペクトル型で表されることが多い。この分類は、Am型星に独特のもので、カルシウムK線ではA3型、水素と金属線ではA5型に、それぞれ分類できることを意味する。年齢は、4.2億年と推定されている。また、とびうお座α星は、シリウス運動群の一員ではないかとされる。
とびうお座α星には、IRAS衛星の観測によって赤外超過が発見され、星周塵の存在が示唆された。しかし、その後スピッツァー宇宙望遠鏡やハーシェル宇宙望遠鏡で行われた観測では、遠赤外線での超過はない、という結果が出ており、星周塵は存在しないのではないかと考えられるようになっている。